# Уланд, Людвиг
Иоганн Людвиг Уланд (нем. Johann Ludwig Uhland; 26 апреля 1787, Тюбинген — 13 ноября 1862, там же) — немецкий поэт, драматург, филолог и политик.
Основоположник швабской школы романтизма. Его сюжеты, по форме относящиеся к средневековью, часто косвенно отражали современность, гармонично сочетая политическую позицию и творчество поэта. С точки зрения стихосложения его произведения отличаются сложной, но гармоничной и динамичной игрой с размерами, аллитерацией и другими приёмами. Основной жанр — баллада. Стихи Уланда много раз клали на музыку, нередко они становились народными песнями. Также Уланд писал исторические драмы, в которых обличал деспотию, используя средневековый эпос как фон повествования.
Внёс существенный вклад в становление немецкой медиевистики и фольклористики, являлся членом-корреспондентом Венской Академии наук.
В Швабии получил известность и как общественный деятель, участвуя в общественной и политической жизни Вюртембергского королевства. Три раза избирался в вюртембергский ландтаг и два раза отказывался от участия в выборах. Был известен речами и памфлетами против наследственной монархии. Своими политическими выступлениями способствовал национальному становлению немцев в XIX веке. Современниками воспринимался как «совесть Германии» и «дух дома немецкого народа».

## Биография
Отец Людвига, Иоганн-Фридрих Уланд (1756—1831), был профессором и секретарём Тюбингенского университета. Дед, Людвиг-Йозеф Уланд (1722—1803), также был профессором Тюбингенского университета, историком и богословом. Мать звали Элизабет, девичья фамилия — Гофер (1760—1831). У Людвига Уланда было трое братьев и сестёр, однако двое братьев умерли в детстве. Он изначально был частью «старой вюртембергской семьи буржуазно-образованного стиля».
В 1793—1801 годах Уланд учился в Schola Anatolica (Тюбинген). В 1801 году стал стипендиатом подготовительного «артистического» факультета Тюбингенского университета, где и обучался до 1805 года, поскольку не мог поступить сразу на юридический из-за юного возраста. Затем в этом же университете по желанию отца получил философское и юридическое образование, защитил диссертацию «De iuris Romani servitutum natura dividua vel individua» и стал адвокатом.
В 1810 году отправился в Париж изучать французское право, но на самом деле уделял время и внимание изучению старинных рукописей в Национальной Библиотеке. Вюртембергское правительство запретило Уланду проживать в Париже, и в 1811 году он вернулся в Тюбинген, где сблизился с поэтом Г. Швабом. Вёл курс по истории романо-германской средневековой литературы в Тюбингенском университете. В 1812 году переехал в Штутгарт, где периодически работал судебным адвокатом до 1814 года. Должность, которую он занимал, не оплачивалась. Прожил в Штутгарте до 1829 года, пока не получил звание профессора немецкого языка и литературы в Тюбингене, после чего переехал в этот город. Вследствие начавшихся притеснений из-за политической деятельности ушёл из университета в 1833 году.
В январе 1821 был помолвлен с Эмили (в семье звали Эммой) Фишер, на которой затем женился. После его смерти Эмили написала о нём первую биографию.
В последние годы жизни Людвиг Уланд пользовался уважением со стороны самых разных кругов общества и занимался научной деятельностью. Свои работы он публиковал в журнале «Germania. Vilterljahrsschrift für deutsche Altertumskunde», который издавал совместно с Францем Пфaйфером с 1856 года.
До глубокой старости Уланд сохранял не только способность к интенсивной научной работе, но и физическую форму. Он регулярно выезжал в Иберлинген, где располагался бальнеологический курорт. За год до смерти, в сентябре 1861 года, купался в Боденском озере даже в плохую погоду.

## Литературная деятельность
Первые лирические попытки Уланда относятся к 1799 году. Свой стиль он выработал к 1805 году в стихотворениях «Die Kapelle» («Часовня») и «Schäfers Sonntagslied» («Воскресная песня Шефера»). Личное понимание творчества Уланд выразил в статье «О романтическом» («Über das Romantische»): «пусть нас назовут мечтателями; да вступим мы благоговейно в великое царство романтических чудес, где божественное начало проявляется во множестве воплощений». Ещё в 1807 году Уланд, полемизируя с рационалистами, в рукописном студенческом журнале «Воскресный листок» писал, что романтическая поэзия выражает бесконечное в чувственных образах и являет собой «божественное в человеческой форме». Уланд считал немецкий язык настолько красивым, что «где немец приветствует немца, там чувствуется дыхание бога» («wo sich Deutsche grüßen, der Atem Gottes weht»).
Первая публикация поэзии — 1806 год, по другим источникам — 1807 год, в «Musenalmanach» Лео фон Зекендорфа. В том же году «Тюбингенские романтики» выпускают рукописный «Воскресный листок для образованных сословий» («Sonntagsblatt für gebildete Stände»), в котором появляются другие стихи Уланда. Также стихотворения были опубликованы в «Газете для отшельников» («Zeitung für Einsiedler»). Первый сборник стихотворений вышел в 1815 году.
Постепенно приходила известность, и после 1833 г. поэтические сборники Уланда выходят минимум раз в год; в 1845 г. было опубликовано 18-е издание стихов, а в 1875 г. — 60-е. После 1819 года за стихосложение брался редко, хотя некоторые поздние произведения, например, «Бертран де Борн», относят к числу лучших. Считается, что расцвет его творчества приходится на период 1801—1818 годов. Уланд применял к себе жёсткую самоцензуру, и около половины стихов были опубликованы лишь посмертно, в 1898 году.
Вокруг Уланда и Кернера сложился кружок поздних романтиков (Г. Шваб, В. Гауф, Э. Мёрике), получивший название «швабской школы» (нем. Schwäbische Dichterschule). Однако такая классификация не является общепринятой. Гейне называл швабскую школу эпигонами романтизма и категорически отделял от них Уланда. По мнению Гейне, романтики были безнадёжно устремлены в прошлое, между тем как Уланд осознанно отошёл от поэзии в 1820-е годы, осознав исчерпанность такой тематики и обратил внимание на будущее, занявшись общественной деятельностью. С точки зрения марксистских критиков Уланд выражал «консервативно-интернационалистские взгляды мелкого и среднего бюргерства». Патриотическая и демократическая тематика его произведений коррелирует с его политическими взглядами: после Освободительной войны он последовательно выступал за конституционные права вюртембергского бюргерства.

Подобно другим немецким романтикам, Уланд был заворожён героикой средневекового эпоса. Сюжеты он брал из средневековой поэзии: победа маленького Роланда над великаном; Карл Великий в роли капитана корабля; волшебный кубок счастья, нечаянно разбитый; обвиняющий и проклинающий короля менестрель и т. д. Он подвергал их переработке и облекал чаще всего в форму баллады. Так сформировался список объектов, которые он считал соответствующими романтизму: монахи, монахини, крестоносцы, рыцари Грааля и другие, женщины Средневековья. Помимо баллад, Уланд писал и в других жанрах, таких как пейзажная лирика и любовные песни. В рецензии «Об антологиях» (1854) Хеббель указывает на уникальность некоторых сюжетов поэта: «никому никогда не удастся проследить генеалогию… „Счастья Эденхалла“ Уланда». Создав своеобразный «канон романтизма», Уланд смог преодолеть раздвоенность, типичную для швабской школы. Взамен болезненного эскапизма поэт созерцательно наблюдает мир и описывает его в своём творчестве. Его поэзии свойственна своеобразная меланхолия, религиозное смирение («Часовня»), но на фоне расцветающей весенней природы («Вечерняя прогулка поэта», «Божий день»). К природе Уланд чувствовал глубокое родство, которое и выражал в своём творчестве. Он писал, что жизнь поэта-лирика «неразличимо сливается с природой, природа одухотворяется и идея, естественно, оживает».В отличие от типичных романтиков, Уланд не идеализирует Средневековье, а судит его. Например, сюжет баллады «Проклятие певца» (1814) — это осуждение жестокости короля.

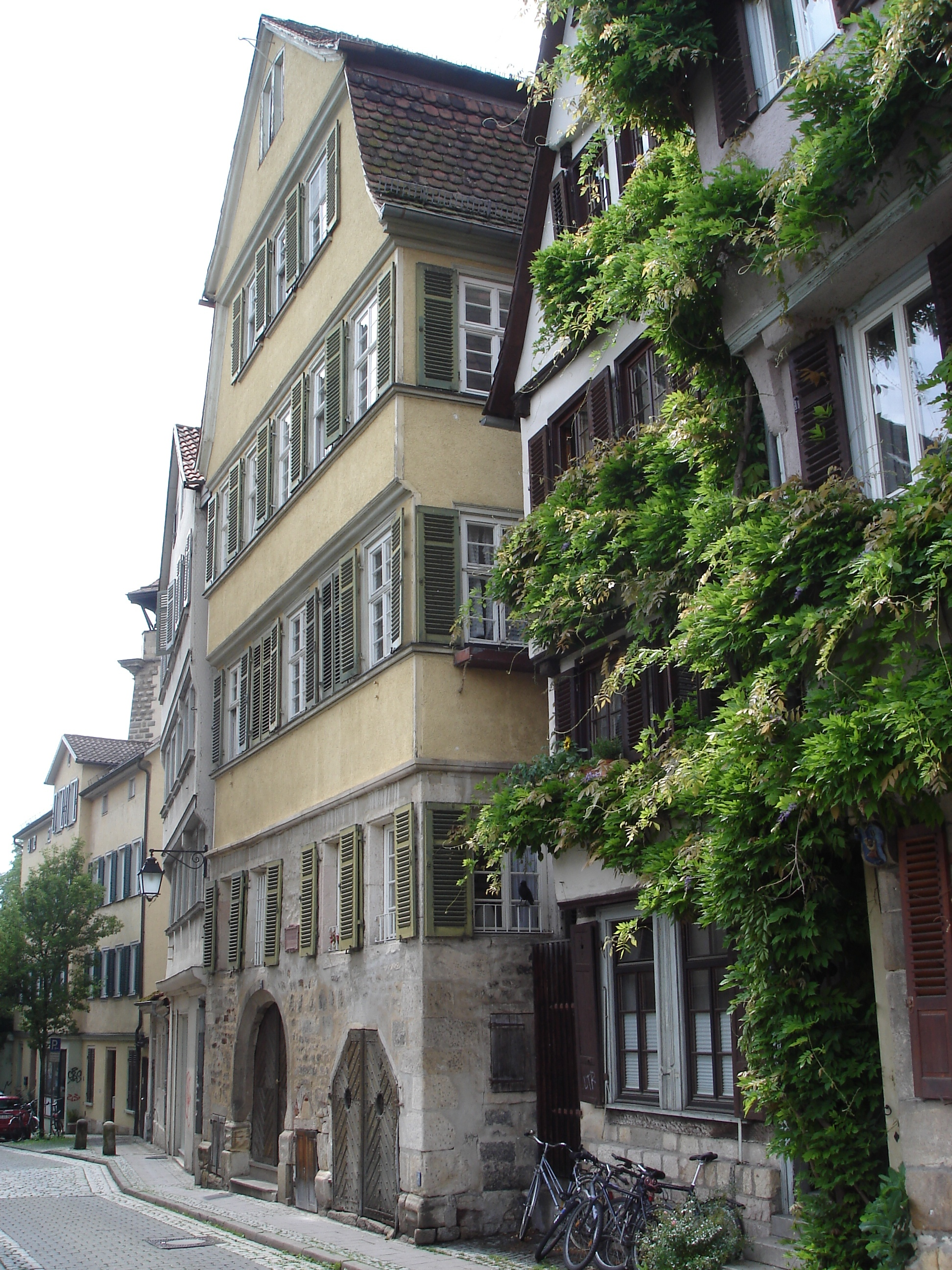
Дом на берегу Неккара, где родился Уланд

Литературное творчество поэта отличается передачей исторического колорита, ясностью формы. К недостаткам относят недостаточную индивидуальность Уланда. Он никогда не теряет ясный взгляд на вещи, но при этом не может и увлечь за собой в эмоциональном плане. Средневековье он использует как «бесцветное тончайшее стекло, через которое можно рассматривать события без искажений, с удалением наносных мистических и других спекулятивных элементов». Гейне писал, что Уланд «наивные, устрашающие и могучие тона средневековья …растворяет в болезненно-сентиментальной меланхолии».
Стихосложением Уланд владел на высоком уровне. Вильгельм Мюллер выделял его из поздних романтиков и указывал на свойственные ему особенности: «простота формы, певучесть метра, естественная непринуждённость языка и выражения, интуитивно-глубокая искренность». Работая над жанром баллады, Уланд создал в немецкой поэзии новую форму лирики — историческую балладу, или же социальную (политическую). Пример: «Жница» (1815), написанная под впечатлением газетной заметки. Также Уланд привнёс в литературу балладно-повествовательный жанр — новеллу в стихотворной форме.
Для Уланда характерна сложность ритмической структуры стихов, разнообразие деления на строфы, а также изменчивость структуры рифм. Уникальность и разнообразие форм поэзии Уланда подробно разобраны Ф. Фёдоровым на примере «Весенних песен» (Frühlingsahnung). Он пишет: «первый стих — это 3-стопный ямб, второй стих — 2-стопный амфибрахий, третий стих — 2-стопный ямб, а четвёртый стих — 3-иктный дольник (1 — 2 — 1 —)». Использование опоясывающей рифмы «Hauch — auch» приводит к трёхударности первого и четвёртого стихов, при этом второй и третий имеют двухударность. Эта чёткая структура накладывается на разный стихотворный размер всех стихов. Кроме того, для Уланда характерно разнообразное использование схемных и сверхсхемных ударений, а также пропусков схемных ударений, например: «Süßer, goldner Frühlingstag! | Inniges Entzücken!». Стихотворения Уланда имеют очень высокую «подвижность» текста.
Изучение творчества Уланда требует понимания особенностей его личности: во всех областях деятельности он был целен как поэт, учёный и политик, между тем как критики часто видят противоречия, пытаясь рассматривать его только как поэта:3. В. Дёрксен образно описывает эту особенность Уланда: «Он был поэтом, чьё воображение бродило по Средневековью, но чей острый глаз видел, что происходит в окружающем мире» и указывает, что его называли совестью Германии:xii.
Фарнхаген фон Энзе, с которым Уланд был знаком:8-9, упомянул поэта в своей книге «Denkwürdigkeiten des eigenen Lebens», а затем описывал свои ранние впечатления о поэзии Уланда как «свежий поэтический поток», который был на уровне стихов Гёте: «такие же истинные и чистые, свежие и сладкие!»:8-9:
«Уланд никогда не прибегает к многословию; говорит только его чувство и его восприятие, и поэтому его выражение всегда подлинно. Природа, которая его окружает, и древнее время, сагу о котором он слышит, — вот параметры его поэзии, но его дух, тем не менее, современен, его ум охватывает всю нашу культуру, и поэтому он вполне современен в своей апперцепции и эффекте. Временами его краткость заставляет меня радоваться. Любовь к отечеству и свободе переполняет его, и это тоже придает ему ценность в моих глазах».
Уланду одинаково чужд как максимализм ранних романтиков, так и подход Гейне, цинично высмеивающий всё подряд. Уланд же десятилетиями на личном примере показывал стремление к простоте и единению с народом, призывая к тому же других немецких поэтов-романтиков. В связи с этой его искренностью о нём уважительно отзывались такие литераторы, как Л. Бёрне, Г. Гейне, Э. Мёрике, К Ф. Хеббель, А. Шамиссо, Эйхендорф и даже реалисты Т. Фонтане и Т. Шторм.
В балладах Уланд прославлял Роланда, Зигфрида, Карла Великого, Вильгельма Телля, зачастую отклоняясь от истории, как народных героев, олицетворяющих отвагу, мужество, выдержку, любовь к свободе и к своему народу. При этом поэт напоминал о важности этих качеств без морализации, описанием событий. И наоборот, рассказывая о исторических событиях (пример: цикл баллад о графе Эбергарде II Бородатом), Уланд ироничен вплоть до сатиричности, его описания живописны, ярки и жизненны.
Выражение «верность вайнсбергских жён» («die Treue der Weiber von Weinsberg») стало в Германии хрестоматийным:

В Вайнсберге, прославленном городе,
Имя которого происходит от слова «вино»,
Где звучат новые прекрасные песни
 И где крепость называется «Женская верность»…
Оригинальный текст (нем.)Zu Weinsberg, der gepries'nen Stadt,
Die von dem Wein den Namen hat,
Wo Lieder klingen schön und neu,
Und wo die Burg heißt Weibertreu...

Эти строки посвящены историческому событию (зафиксировано в королевской хронике монастыря св. Пантелеймона): король Конрад III в 1140 г. вынудил капитулировать замок-крепость Вайнсберг и позволил женщинам уйти, взяв с собой лишь то, что смогут унести на себе — и они вышли, неся на себе своих мужей.
В. Дёрксен отмечает, что произведения Уланда, написанные в стиле народной песни, в народе были более известны, чем их авторство:26-27. Генрих Гейне также упоминал, что песни Уланда народ распевает на улицах.
Творчество Уланда оказало влияние на формирование философии К. Ф. Хеббеля в плане понимания природы и психологии. После смерти поэта Хеббель сказал о нём: «Единственный поэт, о котором я совершенно точно знаю, что он придёт к потомкам не как имя, а как продолжающая жить личность».

### Переводы

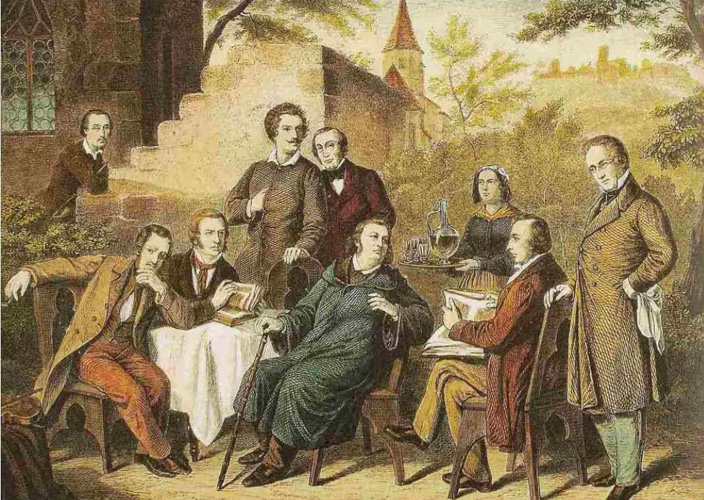
На картине Рустиге изображены (слева направо): Теобальд Кернер, Ленау, Густав Шваб, граф Александр Кристиан Фридрих Вюртембергский, Карл Фридрих Майер, Юстинус Кернер, Фридерика Кернер, Людвиг Уланд, Карл Август Фарнхаген фон Энзе

Русским читателям творчество Уланда открыл Василий Жуковский. В 1816—1833 гг. он, во многом близкий Уланду по миросозерцанию и темпераменту, переводил стихи Уланда из первого его сборника. Из более поздних произведений Жуковский перевёл лишь романтико-драматическую повесть «Норманский обычай», а за общепризнанные шедевры Уланда «Проклятие певца» и «Потерянная церковь» он так и не взялся.
Жуковский при переводах позволял себе очень вольный пересказ оригинала. Например, баллада Уланда «Юнкер Рехбергер» написана как насмешка над молодым дворянином, местами даже грубоватая: «Рехбергер смелый, дерзкий рыцарь, | Купцам, прохожим он гроза». В переводе же баллада получила название «Рыцарь Роллон», а рыцарский сюжет Жуковский подал в романтизированном плане, убрав из текста издёвки над героем, а также просторечную лексику. Зато в тексте появился некий «адский конь», баллада получила религиозный оттенок и серьёзность, чего не было в оригинале. Тем не менее, К. И. Чуковский писал, что переводы Жуковского «в большинстве случаев воспроизводят подлинник с изумительной точностью», но при этом переводчик допускает отклонения от оригинала настолько, что подменяет видение произведения автором на своё, и переведённые стихи «становились как бы собственными стихами Жуковского», отражали его специфику видения мира. Одновременно Чуковский считал, что большинство изменений сделаны переводчиком полностью в духе автора, и если у Уланда нет неких слов в стихотворении, то «они свободно могли бы там быть — в полном соответствии с его мировоззрением и стилем».
После Жуковского произведения Уланда переводили Ф. Тютчев, М. Л. Михайлов, А. Фет, Лиодор Пальмин, а также П. И. Вейнберг, А. Л. Чижевский и другие.
Сложность перевода Уланда показана Ф. Фёдоровым на примере «Frühlingsahnung». Возьмём первый стих «Весенного цикла». Фольклорное настроение передаётся 3-иктным дольником четвёртого стиха (и дольниками следующих) — использована стилизация под народные баллады XIV-XVI веков, для которых этот размер стиха был одним из типичных. Однако перевод А. Милорадовича переложен на анапест, что характерно для русского романса второй половины XIX века. Таким образом, коннотат, свойственный Уланду, заменён на иной.

 Упоительных струн дуновенье,
Пробудившись, польется волной. 
Следом песни весны молодой, 
И фиалок начнется цветенье.
Оригинальный текст (нем.)O sanfter, süßer Hauch, 
Schon weckest du wieder
Mir Frühlingslieder. 
Bald blühen die Veilchen auch.

Несмотря на множество переводов, отдельными изданиями стихи Уланда на русском языке издавались всего три раза:
- Людвиг Уланд (1787—1862), его жизнь и произведения. — М.: О-во распространения полез. кн., 1901. — 48 с.
- Людвиг Уланд (1787—1862). Избранные стихотворения в переводах русских поэтов — СПб.: И. Глазунов, 1902. — 54 с. — (Русская классическая библиотека, под ред. А. Н. Чудинова. Сер. 2: Классические произведения иностранных литератур в переводе русских писателей, Вып. 23).
- Уланд Л. Стихотворения. — М.: Худ. лит-ра, 1988. — 224 с. — 25 000 экз. — ISBN 5-280-00320-4

На английский язык Уланда переводил Генри Уодсворт Лонгфелло; в 1848 году «Поэмы» были переведены Александром Платтом; в 1864 году Уолтер Уильям Скит перевёл «Песни и Баллады»; в 1869 году «Поэмы» были переведены Сандерсом (W. C. Sanders).
На французский язык «Серенаду» переводили Жюль Лефевр-Дёмье и Альфонс Сеше. Несколько стихотворений были переведены Максом Бушоном и менее известными поэтами. Интересна позиция Ш. Сент-Бёва: он различал собственно перевод смысла и стилизацию под манеру иноземного писателя, и в 1839 г. опубликовал в «Ревю де Пари» два стихотворения, одно из которых было озаглавлено «Перевод из Уланда», а другое — «Подражание Уланду».
Г. Шваб перевёл «Vaterländische Gedichte» на латынь; эти пять стихов вошли в программу латинских гимназий с 1834 года.
К поэзии Уланда обращались многие выдающиеся композиторы, среди них Эдвард Григ, Иоганнес Брамс, Ференц Лист, Феликс Мендельсон, Франц Шуберт, Роберт Шуман, Камиль Сен-Санс, Рихард Штраус, Макс Регер, А. Н. Верстовский, А. С. Даргомыжский, Н. К. Метнер, А. Рубинштейн. Имеются музыкальные работы как на оригинальные стихи Уланда, так и на его переводы. Некоторые стихотворения клали на музыку по пять-десять раз; рекорд принадлежит стиху «Frühlingsglaube» («Весенняя вера»), к которому написали музыку пятнадцать композиторов. 

### «Хороший товарищ»
Стихотворение «Хороший товарищ» (Der gute Kamerad), также известное по первой строке «У меня был товарищ» (Ich hatt' einen Kameraden), было написано Уландом в Тюбингене в 1809 году и опубликовано Юстинусом Кернером в «Поэтическом альманахе на 1812 год» (Poetischen Almanach für das Jahr 1812). В 1848 году стих вошёл в сборник «Немецкой народной песни» (Deutschen Volksgesangbuch) Гофмана фон Фаллерслебена. В 1825 году Фридрих Зильхер положил его на мелодию народной швейцарской песни «Ein schwarzbraunes Mädchen hat ein' Feldjäger lieb», о чём честно написал на партитуре: «Aus der Schweiz, in 4/4 Takt verändert, v. Silcher». Несмотря на это, его постоянно считают автором мелодии. Баллада стала народной песней. Она быстро стала национальной траурной, в первую очередь звучавшей на военных траурных церемониях. В настоящее время её можно услышать в День народного траура и на военных похоронах (духовой оркестр исполняет мелодию после опускания гроба). Кроме того, она стала интернациональной — упоминания можно найти даже в японской литературе. Французский иностранный Легион исполняет её на французском («J’avais un camarade»). Эта мелодия звучит на Национальном празднике 14 июля у могилы неизвестного солдата.
- В исп. оркестра баварской полиции / Deutsche Militärmärsche. Soldatenlieder (CD1), 2005.
- Различные исполнители / HOTPLEER

| Der gute Kamerad (оригинал) Ich hatt’ einen Kameraden, Einen bessern findst du nit. Die Trommel schlug zum Streite, Er ging an meiner Seite, In gleichem Schritt und Tritt. Eine Kugel kam geflogen, Gilt’s mir oder gilt es dir? Ihn hat es weggerissen, Er liegt mir vor den Füßen, Als wär’s ein Stück von mir. Will mir die Hand noch reichen, Derweil ich eben lad’. Kann dir die Hand nicht geben, Bleib du im ew’gen Leben Mein guter Kamerad! | Был у меня товарищ… (пер. В. А. Жуковского) Был у меня товарищ, Уж прямо брат родной. Ударили тревогу, С ним дружным шагом, в ногу Пошли мы в жаркий бой. Вдруг свистнула картеча… Кого из нас двоих? Меня промчалось мимо; А он… лежит, родимый, В крови у ног моих. Пожать мне хочет руку… Нельзя, кладу заряд. В той жизни, друг, сочтёмся; И там, когда сойдёмся, Ты будь мне верный брат. |
| Хороший товарищ (пер. В. В. Левика) Был у меня товарищ, Вернейший друг в беде. Труба трубила к бою, Он в ногу шёл со мною И рядом был везде. Вот пуля просвистела, Как будто нас дразня. Мне ль умереть, ему ли? Он, он погиб от пули — Часть самого меня. Упал, раскинув руки, — Объятья мне раскрыв, И не обнимет боле… Но пусть лежишь ты в поле, Мой друг, — ты вечно жив!                                                                        | Добрый товарищ (пер. М. Л. Михайлова) Был у меня товарищ, Товарищ дорогой. Бил барабан тревогу; Он шёл со мною в ногу, Шаг в шаг, рука с рукой. Тут вдруг шальная пуля. Не мне ли? Нету; с ног Его рядком свалило, Как словно отхватило От тела мне кусок. Он протянул мне руку; А мне — вбивать заряд. «Ну, не взыщи, сердечный! Дай мира в жизни вечной Тебе господь, камрад!».              |

## Научная деятельность
Первая научная работа Уланда «О старофранцузском эпосе» («Über das Altfranzösische Epic») была опубликована в журнале «Die Musen», выпускавшимся Фридрихом де ла Мотт Фуке, в 1812 году. Издав сборник «Старинные верхне- и нижненемецкие песни» (1844—1845), Уланд сохранил для потомков важный фольклорный материал. Как историк литературы Уланд сосредоточился на исследовании старофранцузской и старонемецкой поэзии. Результатом его изысканий был цикл «Über das altfranzösische Epos» о старофранцузском эпосе, о немецкой поэзии XII—XIII вв., о Вальтере фон дер Фогельвейде, исследование скандинавской мифологии («Sagenforschungen»). Вместе с менее известными работами эти труды составили восьмитомник «Uhlands Schriften zur Geschichte der Dichtung und Sage» (1865—1873).
Философский факультет Тюбингенского университета присвоил Уланду докторскую степень 31.10.1845; Венская академия наук 4.05.1848 назначила его своим членом-корреспондентом.
После прекращения политической деятельности жил в уединении и посвятил себя научной работе, особенно изучению фольклора. Однако большинство работ остались фрагментами и были опубликованы только посмертно.

## Политическая деятельность

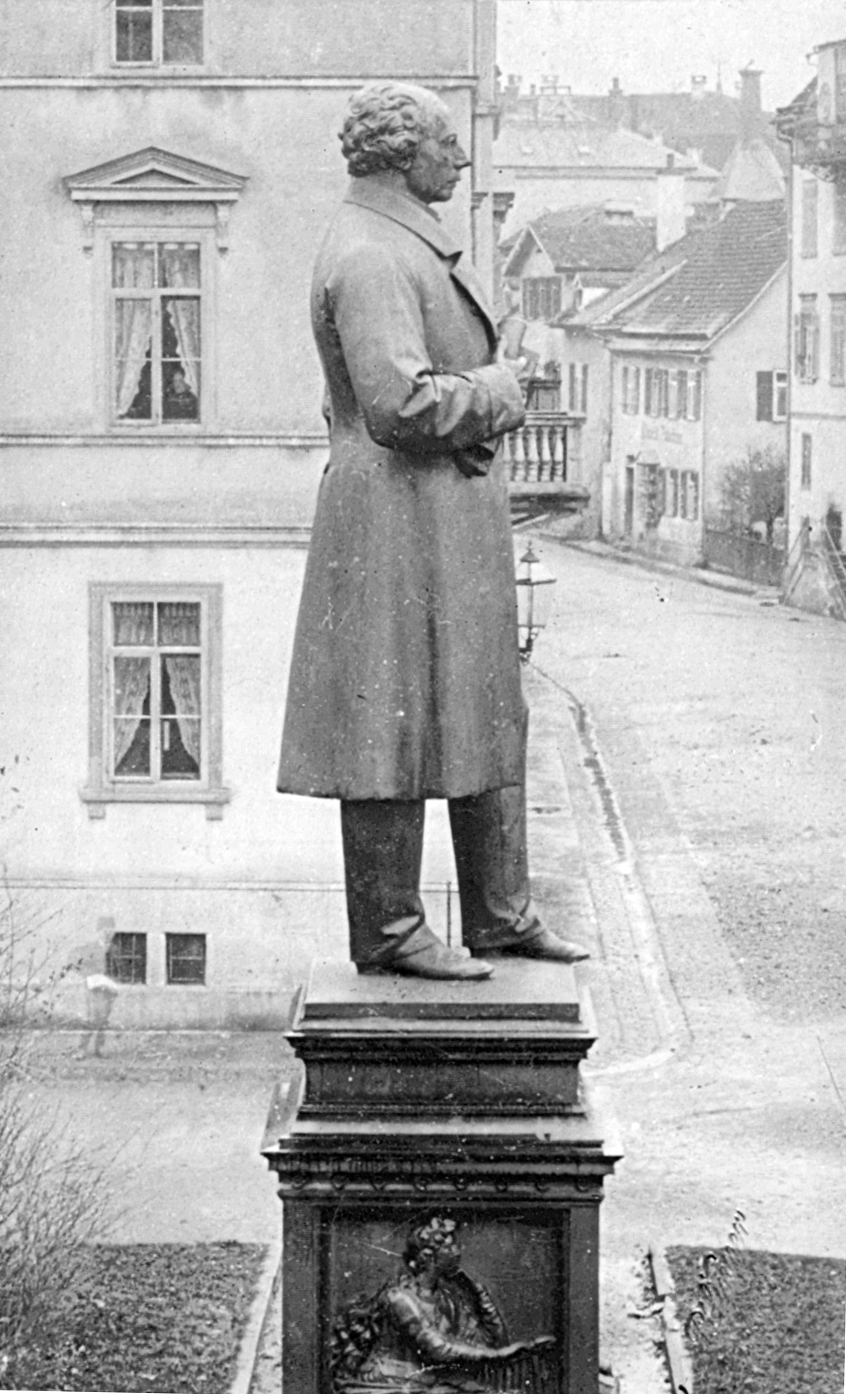
Памятник Уланду работы Киц, Густав Адольф в Тюбингене (около 1900)

Уланд в течение всей жизни испытывал вражду к немецкой знати, особенно прусской. Однако после сражений с Наполеоном 1813 года стал патриотом. В 1816—1817 гг. он занялся общественной деятельностью, что отразилось и на поэзии: им был написан цикл патриотических стихов под общим названием «Vaterländische Gedichte», в которых он, в частности, указывает на потерю Вюртембергом «доброго старого права». Например, стихотворение «18 октября 1816 года», посвящённое второй годовщине лейпцигской битвы, содержит сентенцию «Вы уничтожили орду врага, но сами стали ль вы свободней?»; в нём Уланд упрекает немецкую знать в предательстве народных интересов.

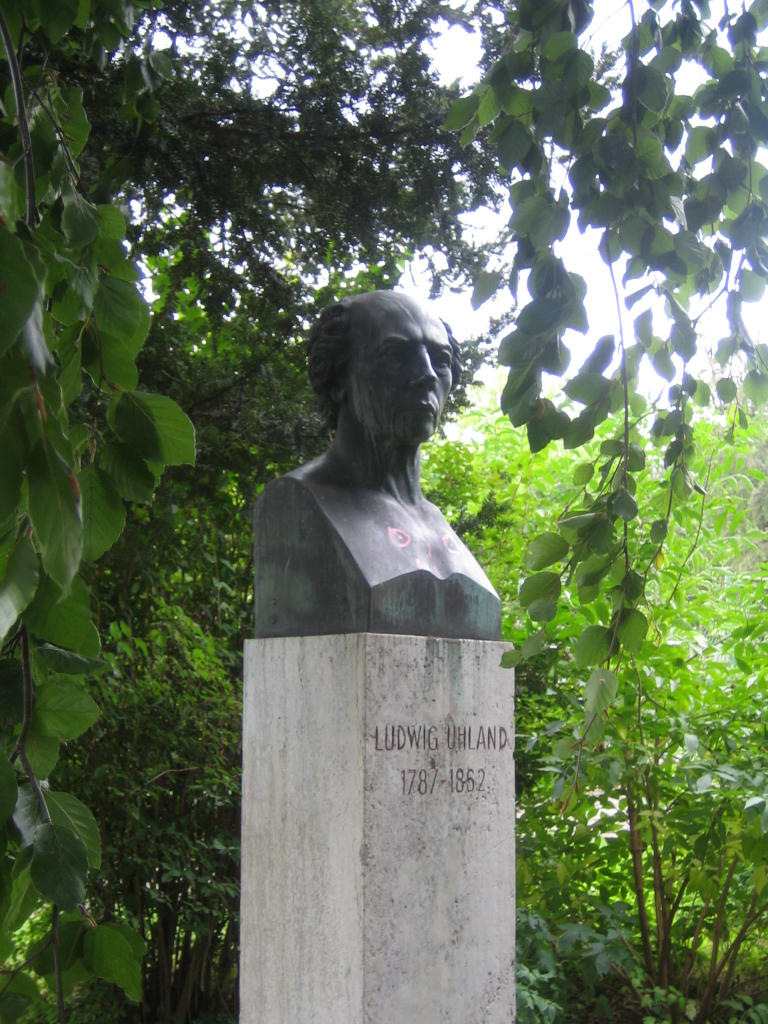
Бюст Людвига Уланда в Штутгарте

В 1817 году был написан памфлет «Keine Adelskammer!» («Нет палате аристократов!»), в котором Уланд выражает протест против замены конституции в Вюртемберге на новую, «аристократическую», которую предложил король Вильгельм: «не следует ставить наравне рождение и заслуги; мы не выносим дворянских предрассудков».
Уланд был депутатом вюртембергского ландтага в 1819—1825 годах, принадлежал к либерально-демократической оппозиции. В 1826 году отказался участвовать в выборах. Вторично стал депутатом в 1832 году, затем был переизбран в 1833 году.
В 1835 году Уланд выступал за национальное объединение германских земель, считая, что можно пожертвовать частью свободы ради единства. При этом он противостоял позиции Карла фон Роттека и Карла Теодора Велькера, которые пытались изменить понимание нации с традиционного на политический суверенитет народа, делая акцент на анти-абсолютизме и считая образцом государственного устройства федеративную систему США.
В 1839 году Уланд отказался от выдвижения своей кандидатуры в депутаты ландтага.
Возвращение к общественной деятельности последовало после революции 1848 года. В марте Уланд произнёс речь на народном собрании в Тюбингене и составил требование к ландтагу, содержащее предложения о реформах, одобренные собранием. Затем его избрали во франкфуртский парламент, где он по-прежнему придерживался демократических позиций и был в некоторой степени сторонником великогерманской позиции. Уланд противился исключению Австрии из объединённой Германии и по-прежнему выступал против наследственности власти, включая императорскую. Его речи против исключения Австрии из военного союза (Reichsverband) и за избрание императора (вместо престолонаследия) стали знаменитыми. Речь против наследственной монархии (1849):

Неподотчётный потомственный монарх — это персонифицированная концепция личной беспрерывной государственной власти, аллегорическая сущность, фикция правления, а не естественная справедливость. … Система конституционной монархии исторически сложилась в Англии… а затем доктрина была признана единственно правильной на все времена. Эта форма правления изначально не немецкая.
Оригинальный текст (нем.)Der unverantwortliche, erbliche Monarch ist ein personifizierter Begriff der einheitlichen und stetigen Staatsgewalt, ein allegorisches Wesen, eine Fiktion des Regierens, keine natürliche Wahrheit. … Das System der konstitutionellen Monarchie hat sich in England geschichtlich herangebildet, … und ist sodann von der Doktrin als das einzig richtige für alle Zeit festgestellt worden. Ursprünglich deutsch ist diese Staatsform nicht.

«Он последовательно голосовал за левых, пока это не было непатриотично» (Г. Лаубе). После окончания революции Уланд отошёл от общественной деятельности.
Генрих фон Трейчке, влиятельный прусский историк, считал, что Уланд «не имел политического характера», оформленной политической философии. Он был консерватором и восхвалял старую конституцию, потому что она ограничивала власть монарха, но не понимал, что она «приостанавливает» современное государство, его развитие:26-27. Однако надо учитывать, что подобные оценки деятельности Уланда не учитывают, что консервативные лозунги он выдвигал, исходя из демократической позиции. Наглядно: «старое право» — формально консервативный лозунг, направленный в прошлое — относился к выборности короля ранее и возвращению этой концепции.
В. Дёрксен указывает, что раннее выражение Уланда «Mensch ist eine ewige Würde» («человек — вечное достоинство») получило соответствие в первой статье современной Конституции Германии, Grundrecht: «Die Würde des Menschen ist unantastbar» («достоинство личности неприкосновенно»). То, что было естественным для Уланда в 1817 году, теперь является краеугольным камнем германского конституционного права:26-27.
В качестве члена Государственного суда Вюртемберга Уланд участвовал в вынесении оправдательного приговора по делу министра фон Вехтера-Шплиттера. На этом его политическая деятельность закончилась.
В 1853 г. Уланду был пожалован прусский рыцарский орден Pour le Mérite, однако он отказался его принять, несмотря на настойчивость председателя капитула ордена А. Гумбольдта, который даже указывал, что орден можно принять, но не носить. Уланд остался непоколебим и объяснил причину отказа: «после крушения национальных надежд, на обломках которых и я плавал, те люди, с которыми я действовал вместе, обречены на потерю родины, свободы и гражданской чести, а некоторые даже приговорены к смертной казни», — поэтому принять орден означало пойти против своих убеждений. Тогда же Максимилиан II хотел назначить его рыцарем нового Баварского Ордена науки и искусства, но Уланд отверг и эту награду.

## Увековечивание памяти
Когда Уланд праздновал своё 75-летие, праздновал и весь немецкий народ: очень для многих он олицетворял идеал национального единства и свободы. По всей стране сажали «Уланд-липы» и «Уланд-дубы». Также ему была преподнесена почётная лента Тюбингенского студенческого братства Германии, которую он с удовольствием принял. В некрологах Уланда описывали как «совесть Германии» и «дух дома (Hausgeist) немецкого народа».
Первый памятник Людвигу Уланду был открыт в 1873 году, через десять лет после его смерти. Бронзовая статуя расположена в центре города Монте (нем. Monthey) на Уландштрассе. На постаменте с трёх сторон имеются барельефы, а с обратной стороны — надпись: «Поэту — исследователю — немецкому человеку — благодарное Отечество». Памятник создан Густавом Адольфом Кицем в стиле позднего классицизма. Для реалистичности черт лица использовалась посмертная маска Уланда.
Премия Людвига Уланда была учреждена в 1991 году герцогом Карлом фон Вюртембергом. Она присуждается тем, кто:
- своей работой внёс значительный вклад в понимание культуры Вюртемберга или юго-запада Германии;
- представил важные исследования о Людвиге Уланде или отличился в одной из сфер деятельности Уланда;
- проделал значительную работу в области диалектных исследований или диалектной поэзии.

Размер премии — 10 000 евро. С 2001 года также присуждается спонсорская награда в размере 5 000 евро. Церемония награждения проходит каждые два года в день рождения Людвига Уланда, 26 апреля, в Людвигсбургском дворце.
В октябре 2010 года был открыт Песенный путь по маршруту от замка Гогентюбинген до часовни Вюрмлингена. Вдоль дороги установлены десять табличек со стихами Уланда, ранее положенными на музыку, и ноты соответствующих мелодий. Инициатором и основателем была «Хоровая ассоциация Людвига Уланда», в которую входят 123 музыкальных клуба. Эту идею они реализовали на свой 90-летний юбилей. К открытию была издана сопроводительная тетрадь, которая содержит все стихи пути, ноты, а также карту. Любитель прогулок Уланд часто ходил по этому пути со своими друзьями — поэтами Швабом, Кернером и Майером, причём до 1806 года это формально означало переход через границу Вюртемберга и Австрии.
В Нюрнберге имеется школа имени Людвига Уланда, расположенная на улице Uhlandstraße, также названной в честь поэта, и станция метро U-Bahnhof Uhlandstraße, открытая в 1911 году. В Берлине есть улица Uhlandstraße, переименованная в честь Уланда в 1893 году, и станция берлинского метрополитена U-Bahnhof Uhlandstraße, открытая в 1913 году. Всего в Германии имеется 1096 Uhlandstraße. Кроме того, имеются улицы и площади со схожими названиями: Uhlandplatz, Uhlandweg, Uhlandhof и др., всего 14 вариантов.
В 1900 году городок Live Oak (основан в 1860 г.) в американском штате Техас был переименован в честь Людвига Уланда и теперь называется Уланд (около 1300 жителей в 2019 году).
Логотип книжного магазина Osiander в Тюбингене изображает силуэт Уланда.
В честь Уланда назван астероид 9052 главного пояса (дата именования: 5.11.1998). Размер — ок. 8 км.

### Стихотворения
- Bertran de Born
  - Бертран де Борн («На утёсе том дымится…») перевод А. А. Фета
- Der gute Kamerad («Ich hatt’ einen Kameraden…»)
  - «Был у меня товарищ…» перевод В. А. Жуковского
- Das Schloss am Meere
  - Замок на берегу моря («Ты видел ли замок на бреге морском?..») перевод В. А. Жуковского
- Die Rache («Der Knecht hat erstochen den edeln Herrn…»)
  - Мщение («Изменой слуга палладина убил…») перевод В. А. Жуковского
- Harald («Vor seinem Heergefolge ritt…»), 1811, опубл. в 1813
  - Гаральд («Перед дружиной на коне…») перевод В. А. Жуковского
- Die drei Lieder («In der hohen Hall’ saß König Sifrid…»), опубл. в 1808
  - Три песни («Споёт ли мне песню весёлую скальд?..») перевод В. А. Жуковского
- Der Wirtin Töchterlein («Es zogen drei Bursche wohl über den Rhein…»)
  - Три путника («В свой край возвратяся из дальней земли…») перевод В. А. Жуковского
- Der Sieger («Anzuschauen das Turnei…»), 1809, опубл. в 1812
  - Победитель («Сто красавиц светлооких…») перевод В. А. Жуковского
- Des Sängers Fluch
  - Проклятие певца («Стоял когда-то замок — угрюмый великан…») перевод Ф. Б. Миллера
- Die Zufriedenen
  - Довольные («Под липою душистой…») перевод В. Отрадина
- Der König auf dem Thurme
  - Король на башне («Объяты дремучею мглой, предо мной…») перевод М. Л. Михайлова
- Seliger Tod
  - Блаженная смерть («Я умер от неги…») перевод М. Л. Михайлова
- Des Hirten Winterlied
  - Пастушья песня («Зима, зима лихая!..») перевод М. Л. Михайлова
- Die Ruinen
  - Развалины («Странник! не бойся средь этих развалин забыться дремотой…») перевод М. Л. Михайлова
- Mutter und Kind («Blicke zum Himmel, mein Kind! dort wohnt dir ein seliger Bruder…»)
  - Мать и дитя («У тебя есть братец в небе!..») перевод М. Л. Михайлова
- Nachts («Dem stillen Hause blick’ ich zu…»)
  - Ночью («На дом умолкший я гляжу…») перевод М. Л. Михайлова
- Der nächtliche Ritter, 1810, опубл. 1812
  - Ночной рыцарь («В тихий час безлунной ночи…») перевод Д. Е. Мина
- Don Massias, 1812, опубл. 1815
  - Дон Массиа («Дон Массилья из Кастильи…») перевод Д. Е. Мина
- Die Glockenhöhle, опубл. 1834
  - Пещера-колокол («Со сводом горных хрусталей…») перевод Д. Е. Мина
- Der schwarze Ritter, опубл. 1807
  - Чёрный рыцарь («Духов день — триумф природы…») перевод Д. Е. Мина
- Graf Eberhards Weissdorn
  - Старый рыцарь («Он был весной своей…») перевод Д. Е. Мина
- Junker Rechberger
  - Рыцарь Роллон («Был удалец и отважный наездник Роллон…») перевод В. А. Жуковского
- Цикл Wanderlieder
  1. Lebewohl («Lebe wohl, lebe wohl, mein Lieb!..»)
    - Прощанье («Так прощай, моя радость, прощай!..») перевод М. Л. Михайлова

  2. Scheiden und Meiden («So soll ich nun dich meiden…»)
  3. In der Ferne («Will ruhen unter den Bäumen hier…»)
  4. Morgenlied («Noch ahnt man kaum der Sonne Licht…»)
  5. Nachtreise («Ich reit’ in’s finstre Land hinein…»)
  6. Winterreise («Bei diesem kalten Wehen…»)
  7. Abreise («So hab’ ich nun die Stadt verlassen…»)
  8. Einkehr («Bei einem Wirthe, wundermild…»)
  9. Heimkehr («O brich nicht, Steg, du zitterst sehr!..»)
- Цикл Frühlingslieder, 1815
  1. Frühlingsahnung («O sanfter, süßer Hauch!..»)
  2. Frühlingsglaube («Die linden Lüfte sind erwacht…»)
  3. Frühlingsruhe («O legt mich nicht in’s dunkle Grab…»)
    - Весеннее успокоение («О, не кладите меня…»), перевод Ф. И. Тютчева
    - «О нет! в холодную могилу…» перевод В. Отрадина
    - Весенний покой («Ах! не кладите в могилу меня…») перевод М. Л. Михайлова

  4. Frühlingsfeier («Süßer, goldner Frühlingstag!..»)
  5. Lob des Frühlings («Saatengrün, Veilchenduft…»)
    - Приход весны («Зелень нивы, рощи лепет…») перевод В. А. Жуковского

  6. Frühlingslied des Recensenten («Frühling ist’s, ich lass’ es gelten…»)

Цикл Liebesklagen, опубл. 1815:
1. Der Student
  - Испанский студент («Как-то раз я в Саламанке…») перевод Д. Е. Мина
2. Der Jäger

### Драмы
- Ernst, Herzog von Schwaben (Эрнст, герцог Швабский), 1818 г.
- Ludwig der Baier (Людвиг Баварский), 1819 г.

### Научные работы
- Über das altfranzösische Epos (О старофранцузском эпосе), 1812 г.
- Walther von der Vogelweide, ein altdeutscher Dichter (Вальтер фон дер Фогельвейде, древнегерманский поэт) монография, 1822 г.
- Der Mythus von Thôr nach nordischen Quellen (Studien zur nordischen Mythologie, Миф о Торе по скандинавским источникам), 1836 г.
- Sagenforschungen (Исследования сказаний), 1836 г.
- Alte hoch- und niederdeutsche Volkslieder (Старые верхне- и нижненемецкие народные песни), 1844-45, собиратель и издатель сборника.